# Clause abusive
Les clauses abusives sont des clauses qui, dans des contrats de consommation sont considérées comme non écrites car non équilibrées pour le consommateur. 

## Dans l'Union européenne
Depuis la directive de l'Union européenne 93/13 (en) du Conseil européen du 5 avril 1993, ce type de clause est encadré au niveau européen. 
Ces clauses doivent être incluses dans des contrats d'adhésion(directive 93/13/CEE, art. 3) entre un professionnel, c'est-à-dire « toute personne physique ou morale qui [...] agit dans le cadre de son activité professionnelle, qu'elle soit publique ou privée » (directive 93/13/CEE, art. 2) et un consommateur, c'est-à-dire « toute personne physique qui, [...] agit à des fins qui n'entrent pas dans le cadre de son activité professionnelle » (directive 93/13/CEE, art. 2) et « créer au détriment du consommateur un déséquilibre significatif entre les droits et obligations des parties découlant du contrat » (directive 93/13/CEE, art. 3).

## En France
La France, comme les autres États membres de l'Union européenne a transposé la directive 93/13. Le dispositif français est inclus aux articles L 212-1 et suivant du code de la consommation. En outre, une commission des clauses abusives (CCA) est chargée d'émettre des avis et recommandations pour déterminer ce qui est une clause abusive ou non.

### Avant la transposition de la directive
Avant la loi du 1er février 1995, une clause était reconnue abusive si elle procurait un avantage excessif en raison de sa puissance économique au professionnel. Aussi, il était reconnu que l'avantage économique et la puissance économique étaient liés et cumulatifs.
Par la suite, on parle alors de clauses abusives lorsqu'une partie plus forte impose à une partie, foncièrement plus faible, sa volonté.
On notera donc qu'une clause abusive crée un déséquilibre dans le contrat, à la charge du non-professionnel ou du consommateur. 
Par ailleurs, la dénonciation de clauses abusives se fait par voie juridique, ainsi un particulier peut saisir le tribunal d'instance afin que le juge puisse  prendre connaissance du contrat et de ses clauses, et ainsi déterminer si celles-ci sont abusives ou non. Rajoutons, que les associations agréées dont l'objet est de défendre les consommateurs, peuvent elles aussi défendre les consommateurs devant les tribunaux.
Il est important de préciser que seul le juge est compétent à déclarer une clause abusive.

### Depuis la transposition
Depuis le décret n° 2009-302 du 18 mars 2009 détaillant la loi n° 2008-776 du 4 août 2008 de modernisation de l'économie, le code de la consommation contient une liste des clauses présumées abusives.
Certaines clauses sont présumées irréfragablement abusives (art. R.132-1), d'autres sont assujetties à une présomption simple (art. R.132-2).

## En droit québécois
En droit québécois, l'art. 1437 du Code civil du Québec frappe de nullité les clauses abusives dans les contrats de consommation et les contrats d'adhésion et déclare que les obligations qui en découlent sont réductibles. Le second alinéa de l'article 1437 définit la clause abusive comme étant « toute clause qui désavantage le consommateur ou l’adhérent d’une manière excessive et déraisonnable, allant ainsi à l’encontre de ce qu’exige la bonne foi; est abusive, notamment, la clause si éloignée des obligations essentielles qui découlent des règles gouvernant habituellement le contrat qu’elle dénature celui-ci ».

## Sources